# Manfred Mattes
Manfred Mattes (* 26. Januar 1947) ist ein ehemaliger deutscher Fußballspieler.

## Karriere

### Vereine
Aus der Jugendmannschaft von Eintracht Frankfurt hervorgegangen, rückte Mattes 1965 in die Amateurmannschaft auf. Von da an kam er bis Saisonende 1966/67 in der seinerzeit drittklassigen 1. Amateurliga Hessen erstmals im Seniorenbereich zum Einsatz.
Von 1967 bis 1975 folgten alle zwei Jahre vier weitere Vereine, für die er in vier Bundesländern und in drei Spielklassen Punktspiele bestritt. Im Saarland war er Spieler des SV Saar 05 Saarbrücken in der Regionalliga Südwest, in Bayern, Hessen und Baden-Württemberg spielte er jeweils in der Regionalliga Süd für den SSV Jahn Regensburg und für die Liganeulinge SV Darmstadt 98 und VfR Mannheim – für letztgenannten Verein als Qualifikant zusätzlich eine Saison lang in der seinerzeit zweigleisigen 2. Bundesliga Süd. In dieser, für ihn höchsten Spielklasse, kam er in 34 von 38 Punktspielen zum Einsatz. Sein Debüt gab er am 3. August 1974 (1. Spieltag) bei der 1:3-Niederlage im Heimspiel gegen Borussia Neunkirchen; sein erstes von vier Saisontoren erzielte er am 31. August 1974 (6. Spieltag) bei der 1:4-Niederlage im Auswärtsspiel gegen den 1. FC Schweinfurt 05 mit dem Treffer zum 1:2 in der 81. Minute. Seine Spielerkarriere endete im Landkreis Offenbach in Hessen, als er für die Spvgg. 03 Neu-Isenburg in der Hessenliga 1975/76 spielte.

### Nationalmannschaft
In die DFB-Jugendauswahl „A“ im Jahr 1965 berufen, debütierte er als Nationalspieler am 21. März in Oberhausen bei der 1:2-Niederlage gegen die Auswahl Ungarns. Bei der Teilnahme der DFB-Jugendauswahl „A“ im eigenen Land, kam er am 23. April in Berlin im Trostrundenspiel beim 2:1-Sieg über die Auswahl der Niederlande und am 25. April in Gelsenkirchen im Spiel um Platz 5 beim 2:1-Sieg über die Auswahl Ungarns zum Einsatz.

## Erfolge
- Fünfter UEFA-Juniorenturnier 1965
- Meister Regionalliga Süd 1973